# Terzo Bandini

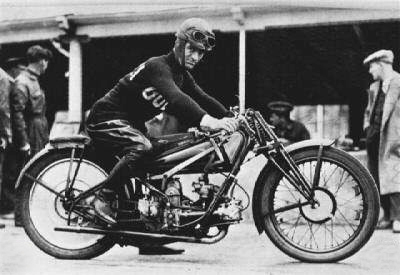

Terzo Bandini (Forlì, 1898 – Ravenna, 1974) è stato un pilota motociclistico italiano, tre volte campione italiano negli anni trenta.

## Carriera
Iniziò a correre nel 1923, quando disputò la sua prima gara inaugurando il Circuito del Savio, dove arrivò secondo dietro Amedeo Ruggeri; nello stesso anno giunse di nuovo secondo, dopo Tazio Nuvolari, al giro dell'Emilia, in sella ad una vecchia Harley-Davidson 1000cc.
Nel 1924 vinse nel circuito della Spezia, ma un incidente stradale occorsogli con Luigi Arcangeli, lo costrinse a sospendere le gare per due anni. Si riprese dall'infortunio nel 1926 e da quel momento riuscì a collezionare numerose vittorie, fino ad arrivare al primo risultato di particolare rilievo con la vittoria nel 1930 del titolo del Campionato Italiano Velocità ottenuto su una Rudge.
Nel 1931 vinse nove gare alla guida di una Moto Guzzi classe 250 correndo a Firenze, Roma, Padova, Forlì, al Circuito del Lario, Livorno, Redipuglia e nel Gran Premio di Svizzera. Fu anche il primo dei piloti italiani nel GP a Monza e mantenne il titolo di campione d'Italia nella classe 500, sempre con la Rudge.
Inoltre, vinse nuovamente il titolo di campione d'Italia anche nel 1932, utilizzando in questo caso varie motociclette, aggiudicandosi così tre trofei nazionali.
Nel 1934 vinse la Milano-Roma-Napoli e nel 1937, dopo aver promesso di ritirarsi dalle competizioni in caso di vittoria, partecipò e vinse la Milano-Taranto di categoria con una Guzzi 500cc bicilindrica sovralimentata accoppiata a un sidecar.
Coerentemente alla promessa fatta, Bandini si ritirò da ogni competizione motociclistica, trasferendosi in seguito a Ravenna, dove aprì una concessionaria Moto Guzzi, e lì restò fino alla morte avvenuta nel 1974.